# Optima (lletra tipogràfica)
Optima és un tipus de lletra creada l'any 1952 pel dissenyador alemany Hermann Zapf per a la foneria D. Stempel A.G. (Frankfurt) i també distribuïda per Linotype. Es caracteritza per un disseny humanista i presenta uns traços afilats que recorden l'escriptura cal·ligràfica. Té uns terminals lleugerament acampanats, amb trets similars en pes i modulació a certes tipografies romanes, i per aquest motiu és anomenada també romana sans serif. Aquestes característiques fan de l'Optima una tipografia amb bona llegibilitat tot i tractar-se d'una tipografia de pal sec. Així doncs, aquest aspecte li confereix gran versatilitat per al seu ús, des de titulars o marques corporatives a cossos de text.
50 anys més tard de la seva creació el mateix Hermann Zapf va intervenir en el seu redisseny per tal de crear una tipografia germana adaptada a l'era digital, l'Optima nova. També van aprofitar per ampliar aquesta nova família amb més varietat d'estils.
Aquesta font està classificada, entre d'altres, com a sans serif, Antique, Lapidari, Incisa Romana Incisa o Lineal Humanista segons els diferents sistemes de classificació tipogràfica.

## Creació
La lletra Optima apareix en plena època moderna de la mà de Hermann Zapf, que juntament amb altres tipògrafs van abanderar el moviment pro-humanista dins la tipografia.
A la dècada dels 50, en un context de progrés i modernisme, les lletres de pal sec comencen a reprendre força principalment gràcies a l'Escola Suïssa, que fa prevaldre l'ordre, la claredat i la simplicitat per obtenir una millor llegibilitat.
En aquest context històric, és on s'inicia un moviment pro-humanista dins la tipografia que, distanciant-se del modernisme, pretén reprendre les formes harmonioses i les línies orgàniques de les tipografies dels humanistes del renaixement però sense perdre de vista els trets moderns i la llegibilitat.
Es mouen entre l'època moderna i el renaixement, difuminant els límits entre les lletres de pal sec i les serifades (amb remats), testant l'equilibri entre les cal·ligràfiques, romanes i de pal sec.

### Procés de disseny i producció

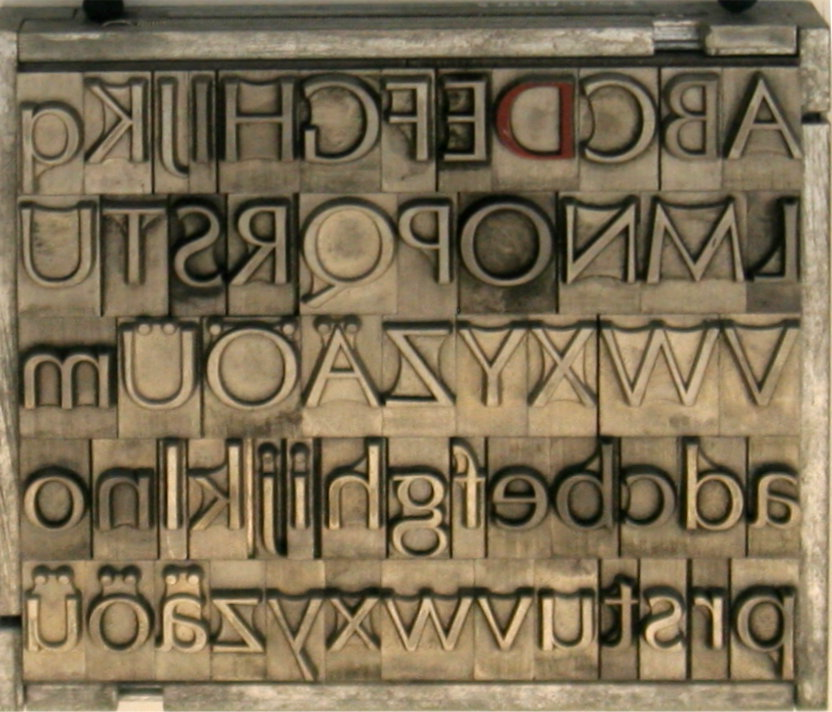
Tipus mòbils de la lletra Optima

Les lletres de la Roma Antiga al terra de l'església, així com les tipografies pròpies de principis de la Renaixement, van ser la principal influència per a la creació de la lletra tipogràfica Optima. Hermann Zapf va iniciar el treball per al seu disseny l'any 1950 durant un viatge a Itàlia: les inscripcions d'unes tombes tallades cap al 1530 a l'Església de Santa Croce, a Florència, van ser el punt de partida per inspirar-lo. Zapf va realitzar els primers esbossos d'aquesta lletra tipogràfica sobre dos bitllets de banc de 1.000 lliures, ja que no disposava d'un altre paper.
El 1952, després de curosos tests de llegibilitat, Hermann Zapf va finalitzar els primers dibuixos. Tanmateix, el 1954, després de mostrar unes proves al director del Museu d'Art Modern de Nova York, Monroe Wheeler, va corregir el disseny per tal de seguir els seus suggeriments: la idea era apropar l'Optima, pensada en un principi per a caràcters de titulars, a una lletra de text, de manera que tingués l'oportunitat de reemplaçar les de pal sec en els llibres d'art, revistes i altres publicacions.
La tipografia va ser tallada pel famós tallador de la foneria D. Stempel AG, August Rosenberger. Aquesta creació dels tipus mòbils finalitzà el 1958.
També es va produir la tipografia en matrius per a les màquines de composició tipogràfica de Linotype, els Linotip, que finalitzà el 1960.

### Limitacions en la seva producció: modificacions en el disseny
En aquells temps, la producció de tipografies es feia a través del gravat dels caràcters amb unes matrius metàl·liques foses en una foneria d'on en sortien els anomenats tipus, o bé a través d'unes altres matrius que servien de motlle per les màquines de composició tipogràfica, com ara els Linotips.
Concretament per als Linotips, cada lletra havia d'encaixar en un valor predeterminat d'amplada molt estricte: un espai de 18 punts. Aquestes característiques tan estrictes per a la producció van acabar modificant les primeres creacions de les sèries itàlica i negreta de l'Optima. La versió itàlica es va haver de fer més ample i amb espais més oberts, i en canvi la versió en negreta es va haver de fer més estreta.
Així mateix, el disseny de l'Optima va patir una altra modificació degut a les contingències de la producció. Hermann Zapf havia considerat fer els terminals més subtilment acampanats, però es va adonar que les fonts metàl·liques de les tipografies sense serifes tendien a perdre frescor en els processos continus d'impressió. Així, Zapf va exagerar els terminals per tal d'evitar aquest inconvenient tècnic.

## Disseny
La característica principal d'aquesta tipografia és el fet que presenta proporcions i trets de clàssica romana però no presenta serifes, és a dir, no té remats als seus terminals. El disseny d'aquesta font segueix les línies humanistes, amb majúscules basades en les proporcions de les inscripcions romanes i minúscules basades en l'escriptura manual dels humanistes renaixentistes. Tanmateix, les formes i el disseny dels diferents caràcters segueixen la proporció àuria.
Segons les mateixes paraules de Zapf:
| «              | L'objectiu era desenvolupar una font entre una sans serif tipus Futura i una clàssica romana tipus Bodoni. Així, per tal d'evitar la monotonia de les línies rectes d'una sans serif ordinària els traços van ser lleugerament corbats. | » |
| — Hermann Zapf | |   |

### Anàlisi
El gruix dels traços de la tipografia Optima no és uniforme: presenta unes astes lleugerament còncaves que recorden l'escriptura d'una ploma cal·ligràfica. No té serifes, però els terminals estan subtilment acampanats, de manera que tendeixen a una trangularitat que vol recordar les lletres esculpides en pedra.

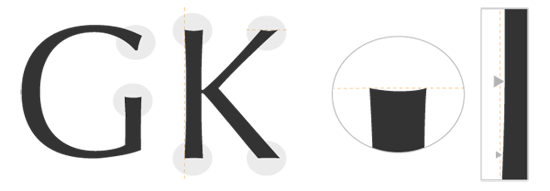
Astes lleugerament còncaves i terminals subtilment acampanats

La modulació determinada per la inclinació de la “o” és vertical i el filet de la “e” en caixa baixa és horitzontal. La “g” en caixa baixa presenta trau i orella. Les curvatures de les minúscules sobrepassen lleugerament les línies marcades per l'altura de la x i els ascendents sobrepassen l'alçària de les majúscules.

#### Trets que l'apropen a les tipografies de pal sec
La manca de serifes i la seva versió cursiva, que realment és una obliqua, on els caràcters són lleugerament inclinats respecte a la romana, i no segueix les línies d'una típica itàlica, on els caràcters varien respecte als de la versió romana adaptant-se a uns traços més cal·ligràfics. La versió cursiva segueix, doncs, un comportament més típic de lletres de pal sec com ara l'Helvetica o la Univers, en les quals, per exemple, la lletra “a” minúscula és tan sols una inclinació de la versió romana i no un caràcter nou amb un traç cal·ligràfic diferent a les romanes.

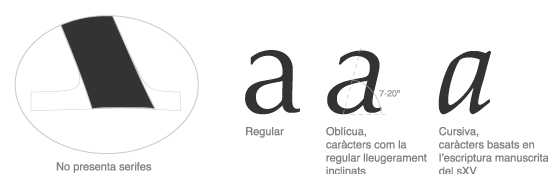
Absència de serifes i diferència entre una versió obliqua com la de l'Optima i una cursiva real com la de Palatino

#### Trets que l'apropen a les tipografies romanes
Presenta unes proporcions, formes i pesos semblants a tipografies com ara la Garamond o la Centaur, però sense les serifes. Aquest tret li confereix bona llegibilitat com moltes de les tipografies serifades.

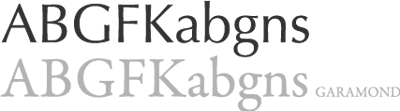

## El redisseny digital: creació de l'Optima nova
50 anys després de l'aparició de la font Optima, el mateix Hermann Zapf es va involucrar en el seu redisseny per tal de produir alfabets digitals i aprofitar per ampliar la família. Aíxi, el 2003 va néixer l'Optima nova.
El curós treball dels nous dissenys va ser realitzat en estreta col·laboració del mateix Hermann Zapf amb Akira Kobayashi, un dissenyador de tipografies japonès, expert en computació i director de tipografia a la biblioteca de Linotype. Van poder reparar les modificacions sofertes per les limitacions tècniques en la producció de les primeres versions: es van corregir tots els problemes d'espaiat i proporcions derivats de la tecnologia de producció de tipus metàl·lics.
Finalment, tots els alfabets de l'Optima es van refer amb formes noves i es va aprofitar per afegir nous pesos amb diferents propòsits, com ara l'Optima nova Titling, pensada per lletres majúscules d'encapçalaments, logos i anuncis.
La font Optima nova està disponible tant per a Macintosh com per a PC.

### Sèries tipogràfiques de l'Optima nova
La família es va completar amb una versió cursiva tipus itàlica (no obliqua com en el cas de l'Optima), versaletes, estils condensats i una versió titling. Tanmateix es van afegir un ampli ventall de sèries: des de molt primes a demi o, fins i tot, extra-negretes.
Les sèries d'aquesta nova família són les següents:
| - Optima nova Light            | - Optima nova Light Italic      |
| - Optima nova Regular          | - Optima nova Italic            |
| - Optima nova Medium           | - Optima nova Medium Italic     |
| - Optima nova Demi             | - Optima nova Demi Italic       |
| - Optima nova Bold             | - Optima nova Bold Italic       |
| - Optima nova Heavy            | - Optima nova Heavy Italic      |
| - Optima nova Black            | - Optima nova Black Italic      |
| - Optima nova Condensed Light  | - Optima nova Condensed Regular |
| - Optima nova Condensed Medium | - Optima nova Condensed Demi    |
| - Optima nova Condensed Bold   | - Optima nova Titling           |

## Usos

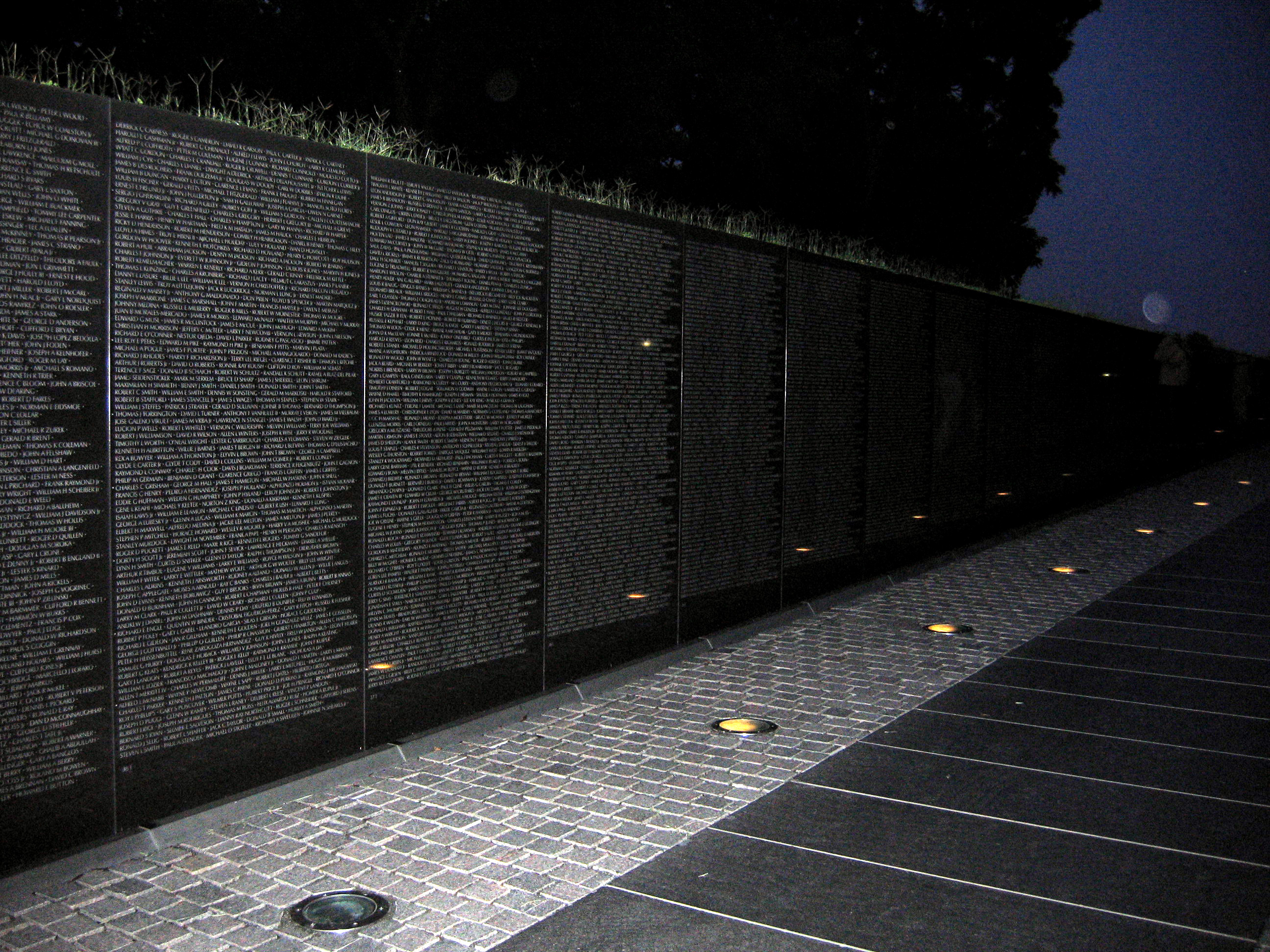
Inscripcions al Vietnam Veterans Memorial fetes amb la lletra tipogràfica Optima.

Les característiques d'aquesta tipografia la fan útil per a una àmplia varietat d'usos; d'aquí la seva gran expansió i popularització. És una tipografia que accepta molta versatilitat en el seu tractament: es pot utilitzar amb molt o poc interlineat i amb molt o poc espai entre caràcters. La seva anatomia propera a les serif —però sense serif— la fan també especialment gregària, és a dir, combina amb pràcticament totes les serifs però també amb una gran nombre de tipografies sense serif.
Es poden trobar exemples en marques corporatives com ara Estee Lauder, Movado, Hewlett Packard, la Universitat de Nova Gal·les del Sud, etc. ja sigui en la lletra del logotip o en determinades campanyes publicitàries. Fins i tot es pot trobar en blocs de textos llargs, com ara en el llibre que el mateix Herman Zapf va editar, a cos 9 i 24 d'interlineat, per tal de demostrar l'ampli ús d'aquesta tipografia, o a les inscripcions al Vietnam Veternas Memorial.

## Influències i imitacions
Entre les romanes de pal sec es pot trobar una lletra tipogràfica predecessora de l'Optima, l'Stellar, dissenyada el 1929 per R. Hunter Middleton per a la Ludlow Typograph Company.
D'altra banda, es poden trobar exemples de lletres influenciades per la lletra tipogràfica Optima com ara la Pascal, dissenyada per José Mendoza el 1960 per a la Foneria Amsterdam i influenciada pels primers treballs de Zapf. Les noves tipografies Mentor Sans, de Michael Harvey, i Augustal Cursiva, de Jean-Renaud Cuaz, també rendeixen homenatge a l'Optima.
Tanmateix, Optima no tan sols ha influït noves creacions tipogràfiques, sinó que també ha estat imitada. Donat que la legislació no protegeix adequadament els dissenys de lletres tipogràfiques, es troben fàcilment còpies o adaptacions de les famílies tipogràfiques amb més èxit.